# Lysandra ceronus
Lysandra ceronus är en fjärilsart som beskrevs av Eugen Johann Christoph Esper 1784. Lysandra ceronus ingår i släktet Lysandra och familjen juvelvingar. Inga underarter finns listade i Catalogue of Life.